# リズム
リズム（英語：Rhythm）とは、周期的にくり返される運動、およびそれらの運動によって人間が感じる時間的な感覚の連続である。ギリシャ語のリュトモス（ῥυθμός ,英:rhythmos）を語源とする。
主に音楽用語として広く浸透しているが、広義においては心臓の鼓動や歩く足音、声（音波）、生体リズムなど五感で感じられる周期性を持った現象は全てリズムに含まれる。リズムの周期は、一般に音波として感じられる数マイクロ秒単位のものから、数日、数年に至るものまで存在する。
リズムは「パルス（拍節）」「ビート（拍）」「拍子」によって区別され、それぞれ関連付けられる。
リズムは、1つまたは複数のアクセントのない拍を、アクセント拍との関係によって組み分ける方法として定義されるかもしれない。...リズムのグループは、その構成要素を互いに区別できる場合にのみ捉えることができる。リズムは、常に、1つのアクセントのある（強い）拍と1つまたは2つのアクセントのない（弱い）拍の相互関係を伴う。
— レナード・B・マイヤーとクーパー（1960）

## 人類学におけるリズム
時計の針のように同一に刻まれる音の連なりを「チクタクチクタク」と分割して知覚することなど、パルスをリズムとして抽象化して認識する作用は、人間が本能的に音楽へ参加する基礎となっている。
人間のリズム芸術は、ある程度は求愛の儀式に根ざしている可能性がある。
音楽学者のジョセフ・ジョーダンニアは、リズム感覚は人類進化の初期段階で自然淘汰の力によって発達したと示唆している。
ジョーダンニアによると、リズム感覚の発達は戦闘トランスにおける特定の神経学的状態へ達するための中心的役割を果たし、初期人類の効果的な防御システムの開発に不可欠であった。リズミカルな雄叫び、シャーマンによるリズミカルなドラミング、兵士によるリズミカルなドリル（儀仗）、そして重厚なリズミカルなロック音楽を聴く現代のプロの戦闘部隊はすべて、リズムの能力を利用して、人間の個人を共通の集団的アイデンティティへ結び付け、グループのメンバーが個人の利益や安全よりもグループの利益を優先するようにしている。

## 音楽におけるリズム

### パルスとビート、小節について
詳細は「パルス（拍節）」および「Beat(music)」を参照
音楽が展開するにつれて、リズムの構造は、パルスのように個別の独立したユニットを機械的につなぎ合わせた連なりとしてではなく、小さなリズムのモチーフが総体から見て独自の形や構造を持ち、より大きな「"建築的"」リズム組織を構成する部品として働く、系統立てられた行程として認識される。

— レナード・B・マイヤーとクーパー（1960）

メトリックレベル: 中央に基本的なリズムである「ビートレベル」が表示され、上の段に「ディヴィジョンレベル」下の段に「マルチプルレベル」が表示されます。

ほとんどの音楽、ダンス、口承詩は「メトリックレベル」をもとに確立され保たれています。周期の異なる複数のパルスが、それぞれの役割を持って組み合わさり、1つのリズム組織としてくり返されることで形作られます。
この構造は、音として聞こえるか暗に伝えられた基本的な時間単位です。「メトリックレベル」の基本的な時間として認識されるのはビートレベルであり、 単に”ビート”と呼ばれることもあります。
- ”ビート”は、必ずしもリズムの最速または最遅の周期ではありませんが、音楽の基本的なリズムとして感じられる要素です。つまり、リスナーが足を踏み鳴らしたり、音楽に合わせて踊ったりするときは、ビートの速さ（テンポ）に同調します。楽譜上では、4分音符として指定されることが最も多いです（拍子記号を参照）。

- より速い周期はディヴィジョン（分割）レベルであり、ビートをもとに細分化されたパルスを提示します。

- より遅い周期はマルチプル（複数）レベル[11]であり、複数のビートを小節などの大きなグループとしてまとめます。

モーリー・イェストンは、「リズムの反復」は2つのレベルの動きの相互作用から生じ、より速いものはパルスを提供し、より遅いものはビートを繰り返しのグループにまとめる、と説明した。 「一度メトリックレベルが確立されると、リスナーである私たちは、それらを構成する最小限の音が存在する限り、その感覚が維持されます」。

### その他
- 拍は常に音によって示されなければならないわけでなく、リズムによる周期的な感覚の中で音を示さずに拍を感じさせることも可能である。

- 拍の周期の速さによって、音楽の速度を感じる。これをテンポといい、「〇〇BPM（ビーピーエム）」といった単位で表記される。BPMは1"個"、2"個"といった単位の名前であり、「BPM〇〇」と数字の前に表記するのは誤用である。

- 拍子を形成するにあたって、拍にアクセントをつけることによる形式的な変化だけでなく、（特にダンスに紐づけられた）物理的運動を感じさせる重軽が生じ、その感覚が周期的にくり返されることをグルーヴと呼ぶことがある。

一方、拍や拍子のない音楽も世界各地に見られる。
- モンゴル音楽におけるオルティンドーとボギン・ドーの区別は、拍子の有無を表すわかりやすい用語である。オルティンドー（長い歌の意）は拍子のない歌、ボギン・ドー（短い歌）は拍子に乗った歌である。

- これら拍子のないリズムを、自由リズムと呼ぶことがある。

### 舞踊音楽等とリズム
舞踊音楽等においては、同じリズムの繰り返しがその舞踊や音楽を特徴づけることが多い。すなわち、メヌエットにはメヌエットの、ワルツにはワルツの、ボサノヴァにはボサノヴァのリズムがある。また、ジャズやジャズを起源とする音楽は、スウィング、シャッフルエイトビート、シックスティーンビートといったリズムを持っている。

## 言語におけるリズム
人間の音声言語における「リズム」とは、何らかの音の単位が、一定の時間で規則的に繰り返されるパタンのことを指す。このようなリズムの特性を「等時間隔性（isochronism）」と呼ぶ。繰り返される音の単位が何であるかは、言語によって異なる。また、詩などの韻文を作る韻律の基礎として、特に重要な性質である。なお、リズムは国際音声記号では[|]で表される。

### 強勢リズム
英語やロシア語などは、強勢のある音節がリズムを作る。発話の中で、強勢のある音節がほぼ等しい時間間隔で規則的に出現し、それがリズムとなる。具体的には「強勢のある音節から次の強勢のある音節の直前までのまとまり」が、リズムの単位となり、これを「脚（foot）」と呼ぶ。例えば、This is the house that Jack built.という文を脚で分類すると、以下のようになる。
│This is the│house that│Jack built.│
脚（foot）というリズムはAbercrombie（1964, 1971）が唱えたもので、その後、Halliday（1967, 1970）、Albrow（1968）、Kiparsky（1979）らに受け継がれている。上記の例文は、Albrow（1968）にて提示されたものである。
また、強勢リズムをもつ言語の自然な発話では、音節の数に関係なく、すべての脚の長さが同じになるように発音される傾向にある。よって、脚に含まれる音節の数が多くなればなるほど、個々の音節の時間的な長さは短くなり、逆に脚に含まれる音節の数が少なければ少ないほど、個々の音節の時間的な長さは長くなり、比較的ゆっくりと発音される。
　verse（韻文、詩）における脚（pes; foot）については、「韻脚」を参照。

### 音節リズム
音節リズムはスペイン語やフランス語などに見られ、各音節が時間的にほぼ等間隔で現れることによって生じる。

### 日本語のリズム
日本語のリズムは音節ではなくモーラ（拍）が基本的な単位となっている。
　詳細は「モーラ」を参照。